# Grupo de Luchadores Populares
El Grupo de Luchadores Populares, conocido también como Grupo de Rebeldes Populares (del griego:Ομάδα Λαϊκών Αγωνιστών, traducido como Omáda Laikón Agonistón),fue un grupo armado griego, antiimperialista y anticapitalista. Fue formado en respuesta a la crisis de la deuda griega, llevando a cabo ataques dirigidos principalmente a organizaciones alemanas y dependencias del gobierno de Grecia.
El grupo llamó la atención no sólo por sus ataques, si no que publicó varias declaraciones exponiendo sus opiniones políticas. El grupo suele comunicarse a través de declaraciones entravés de declaraciones en sitios web anarquistas o deja declaraciones a periodistas en lugares públicos.  Según las autoridades, el exmiembro de Lucha Revolucionaria Panagiota Roupa supuestamente escribió algunos de los panfletos del OLA. 

## Ataques

### 2013
- 14 de enero de 2013 - Hombres armados atacaron las instalaciones del partido gobernante Nueva demoocracia en Atenas. El ataque no dejó personas heridas.[1][4]
- 30 de diciembre - Atacantes dispararon contra la residencia del embajador alemán Wolfgang Dold. El ataque dejó únicamente daños materiales leves.[1][5]

### 2014
- 12 de enero de 2014 - El grupo afirmó haber disparado un cohete contra la sede griega de Mercedes-Benz en Varympompi, Atenas. Los investigadores griegos no habían observado tal ataque; sin embargo, más tarde descubrieron evidencia de que efectivamente se había disparado un cohete, pero no alcanzó su objetivo y aterrizó en un campo cercano.[1][6]
- 10 de abril - Se cree que el grupo es responsable de un atentado con coche bomba frente a la sede del Banco de Grecia en Atenas. Nadie resultó herido en el ataque.[7][8]
- 12 de diciembre - Asaltantes armados abrieron fuego contra la Embajada de Israel en Atticia, Atenas. dejando solo daños materiales.[9][10] El Grupo de Luchadores Populares reivindicó el ataque semanas después en un comunicado.[11]

### 2015
- 24 de noviembre : un dispositivo improvisado explota frente a las oficinas de la Federación Helénica de Empresas (SEV) en Atticia, Atenas, dejando daños materiales.[12][13]

### 2016
- 24 de noviembre El Grupo de Luchadores Populares (OLA) reivindicó el atentado contra la sede de los industriales griegos en Atenas, ocurrido el pasado mes de noviembre.[2][14]
- 12 de diciembre - Miembros del Grupo de Luchadores Populares (OLA) dejaron un artefacto explosivo en las oficinas del Ministerio de Trabajo en Atenas. La bomba fue desactivada por las autoridades griegas.[15][16]

### 2017
- 14 de abril - Militantes atacan una sucursal de EFG Eurobank Ergasias en Atenas y causan importantes daños materiales.[17][18] Días después, el Grupo de Luchadores Populares reivindicó el ataque en una declaración anticapitalista.[19]
- 22 de diciembre - el grupo se atribuyó la responsabilidad de un atentado contra el Tribunal de Apelaciones en Atenas. El comunicado de prensa del grupo afirmaba que "La justicia es como una serpiente. Sólo morderá a los descalzos" como justificación del ataque.[20][21] Días después, la OLA reivindicó el ataque en respuesta a las sentencias recibidas contra guerrilleros en los últimos años.[22]

### 2018
- 13 de noviembre - Un artefacto explosivo no explotó en la casa del fiscal adjunto del Tribunal Supremo Isidoros Dogiakos en Vyronas, Atenas.[23][24]
- 17 de diciembre de 2018 Estación de televisión Skai y sede del periódico Kathimerini, el cual ocasiona importante daño material.

### 2019
En enero, la OLA reivindicó el ataque contra Skai TV y acusó a los medios de ser una herramienta para fortalecer el "sistema económico y político podrido".

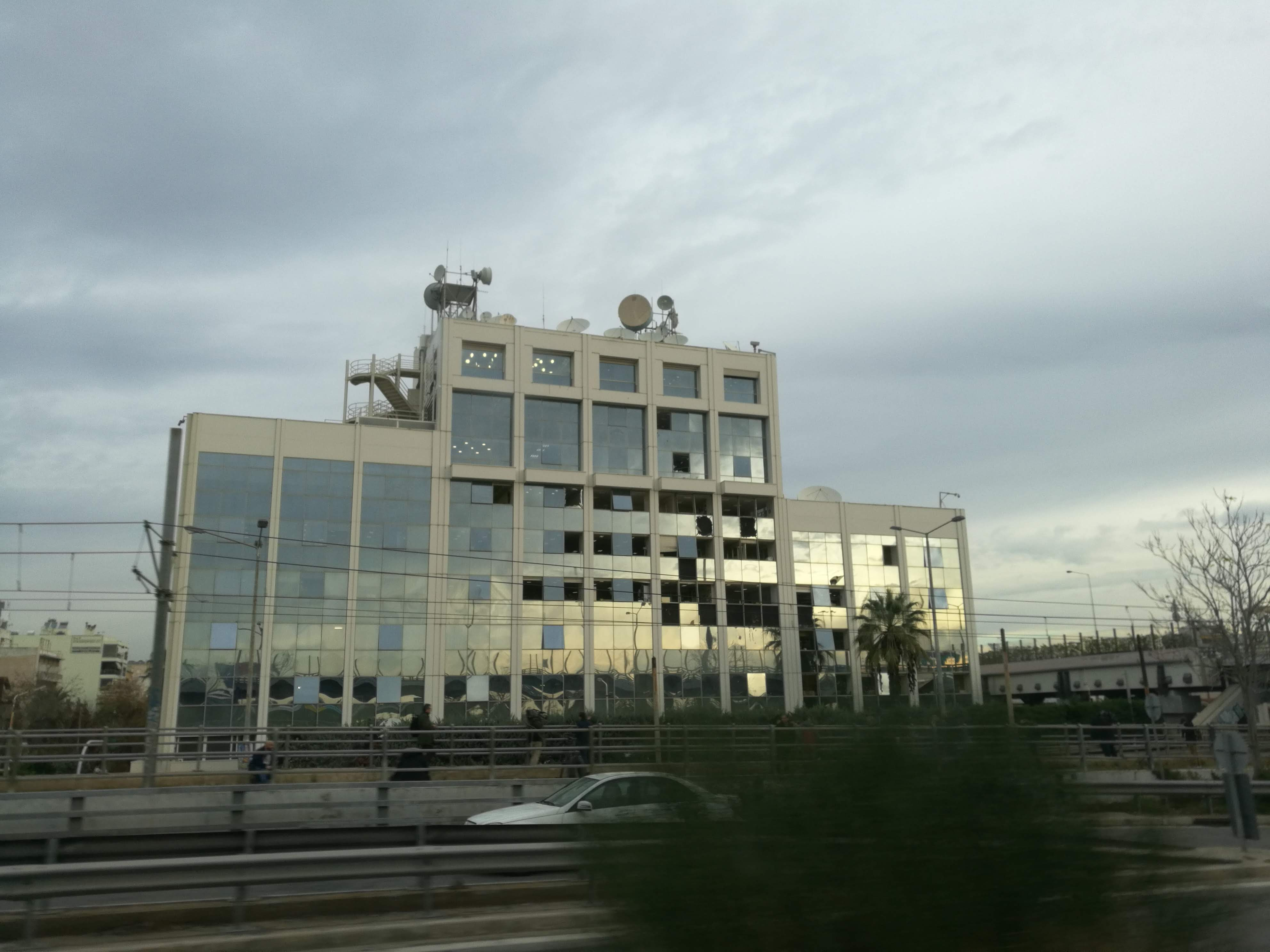
Edificio de Skai TV seis horas después del atentado

## Arrestos
El 24 de septiembre de 2020, tres miembros sospechosos de la OLA fueron detenidos acusados de posesión de armas de fuego, explosivos y realización de atentados, tras una investigación que se remonta a más de siete meses. La redada tuvo lugar en el vecino de Koukaki, Atenas.